# Fulgence Bienvenüe
Fulgence Bienvenüe [fylžáns bjenveny] (27. ledna 1852, Uzel – 3. srpna 1936 Paříž) byl francouzský inženýr který se proslavil svými plány na výstavbu metra v Paříži.
Narodil se v městečku Uzel v Bretani. Roku 1872 získal diplom stavebního inženýra. Jeho první aktivitou bylo navrhování linek železnice v oblasti Mayenne. Tehdy přišel při stavebním neštěstí o levou ruku, která mu musela být amputována. Roku 1886 se přestěhoval do Paříže; roku 1896 se stal vedoucím inženýrem výstavby pařížského metra. V této pozici zůstal po více než třicet let až do svého odchodu do důchodu 6. prosince 1932.
Na jeho počest byla 30. června 1933 přejmenována stanice nazývaná „Avenue du Maine“ na „Bienvenüe“. Bienvenüe se osobně účastnil slavnostního přejmenování. Roku 1942 byla propojena s blízkou stanicí Montparnasse a spojená stanice získala dnešní jméno Montparnasse-Bienvenüe.